# Vörös-tengeri fecske
A vörös-tengeri fecske (Petrochelidon perdita) a verébalakúak (Passeriformes) rendjébe, ezen belül a fecskefélék (Hirundinidae) családjába és a Petrochelidon nembe tartozó faj. Egyes szerzők a Hirundo nembe sorolják. 14 centiméter hosszú. Egyetlen ismert példányát Szudán Vörös-tengeri partvidékén figyelték meg 1984 májusában. Rovarevő.

## Fordítás
- Ez a szócikk részben vagy egészben  a   Red Sea cliff swallow című angol Wikipédia-szócikk fordításán alapul.  Az eredeti cikk szerkesztőit annak laptörténete sorolja fel. Ez a jelzés csupán a megfogalmazás eredetét és a szerzői jogokat jelzi, nem szolgál a cikkben szereplő információk forrásmegjelöléseként.